# Округ Бранч (Мичиген)
Бранч (енгл. Branch County) је округ у америчкој савезној држави Мичиген.

## Демографија
По попису из 2010. године број становника је 45.248, што је 539 (-1,2%) становника мање него 2000. године.
| Група             | 2000.          | 2010.          |
| Белци             | 42.134 (92,0%) | 41.116 (90,9%) |
| Афроамериканци    | 1.206 (2,6%)   | 1.393 (3,1%)   |
| Азијати           | 194 (0,4%)     | 208 (0,5%)     |
| Хиспаноамериканци | 1.365 (3,0%)   | 1.804 (4,0%)   |
| Укупно            | 45.787         | 45.248         |